# رئیس‌جمهور سومالی
رئیس‌جمهور سومالی (سومالیایی: Madaxaweynaha Soomaaliya) رئیس دولت سومالی است. رئیس‌جمهور همچنین فرمانده کل نیروهای مسلح سومالی است. رئیس‌جمهور نماینده جمهوری فدرال سومالی و همچنین وحدت ملت سومالی و تضمین کننده اجرای قانون اساسی سومالی و عملکرد سازمان یافته و هماهنگ ارگان‌های دولتی می‌باشد. دفتر رئیس‌جمهور سومالی با اعلام جمهوری سومالی در اول ژوئیه ۱۹۶۰ تأسیس شد. اولین رئیس‌جمهور سومالی آدم عبد الله عثمان دار بود.